# 图阿马萨加
图阿马萨加（Tuamasaga）是萨摩亚的一个政治区（itūmālō），位于乌波卢岛中部，面积479平方公里，人口83191（2001年统计）。该区行政中心位于Afega。
该区西邻阿纳区，东临阿图阿区，首都阿皮亚位于境内。
13°55′S 171°48′W / 13.917°S 171.800°W